# Thanos Fotas
Thanos Athanasios Fotas, född 25 april 1986 i Botkyrka, är en svensk ståuppkomiker och skådespelare.

## Biografi
Fotas har grekiskt påbrå men är född i Botkyrka 1986. Han har vuxit upp i Alby, bott i Tumba under några år men bor numera (2023) i Tullinge. Fotas har varit verksam som ståuppkomiker sedan september 2009 då han debuterade på Bungy Comedy. Under 2017 var Fotas publikuppvärmare, en sorts ståuppkomikens förband, vid Kodjo Akolors humorföreställning Brott mot jantelagen 1,5.
För en bredare allmänhet uppmärksammades Fotas i en intervju i Aktuellt under maj 2022. Fotas blev tillfrågad om de ökande matpriserna av en reporter på stan och valde då att gå in i karaktären Gokhan Yonanoglu och berättade att han var upprörd över de stigande priserna på zucchini. Fotas blir genom tilltaget känd under namnet ”Zucchiniturken”.
Fotas satte under 2023 upp en humorföreställning på Kulturhuset Stadsteatern i Stockholm. 2014 nominerades Fotas i kategorin Årets nykomling vid Standupgalan i Stockholm.

## Filmografi (i urval)
- 2016 – Hundraettåringen som smet från notan och försvann[9]
- 2018 – Laxbralla[10]
- 2022 – IFS – invandrare för svenskar[2]